# Кларк (Небраска)
Кларк (енгл. Clarks) град је у америчкој савезној држави Небраска.

## Демографија
По попису из 2010. године број становника је 369, што је 8 (2,2%) становника више него 2000. године.
| Група             | 2000.       | 2010.       |
| Белци             | 352 (97,5%) | 344 (93,2%) |
| Афроамериканци    | 0 (0,0%)    | 0 (0,0%)    |
| Азијати           | 0 (0,0%)    | 3 (0,8%)    |
| Хиспаноамериканци | 8 (2,2%)    | 15 (4,1%)   |
| Укупно            | 361         | 369         |